# 布尔什维克主义
布尔什维克主义（俄语：Большевизм；得名于“布尔什维克”），又译布尔什维主义，是与苏联列宁主义和后来的马克思列宁主义政治思想和政权相关联的一个革命社会主义流派，其特点是形成了一个严密的中央集权、团结一致和纪律严明的社会革命党，专注于推翻现有的资本主义国家体系，夺取权力并建立“无产阶级专政” 。
布尔什维克主义起源于20世纪初的俄罗斯帝国，与由弗拉基米尔·列宁领导的俄国社会民主工党内的布尔什维克派的活动相关。布尔什维克主义的主要理论家包括列夫·托洛茨基、尼古拉·布哈林、叶夫根尼·普列奥布拉任斯基和约瑟夫·斯大林。虽然布尔什维克主义建基于马克思主义哲学，但也吸收了19世纪下半叶的社会主义革命者（谢尔盖·涅恰耶夫、彼得·特加乔夫、尼古拉·车尔尼雪夫斯基）的意识形态和实践，并受到了俄罗斯民粹派等农业社会主义运动的影响。
1917年10月，布尔什维克党在俄罗斯各地形成的革命工人委员会（苏维埃）中赢得了多数席位。随后，它组织了十月革命，推翻了临时政府，取而代之的是由苏维埃控制的国家政权，由布尔什维克及其他左翼社会主义者领导。
一些研究者将约瑟夫·斯大林的做法归因于布尔什维克主义理论。然而，其他人（包括斯大林的同时代人和后来的人）并未混淆“布尔什维克主义”和“斯大林主义”，而是认为它们是多向现象（比如法国大革命与热月党）。
“布尔什维克主义”这个表述，后来的“共产主义”，在西方史学中已经被赋予了苏联政权在一定政治时期的某些特征的含义。目前，“布尔什维克”这个名称仍被各种马克思列宁主义者和托洛茨基主义者积极使用。